# Концерт для фортепіано з оркестром № 9 (Моцарт)
Концерт для фортепіано з оркестром № 9 мі-бемоль мажор (KV 271) Вольфганга Амадея Моцарта написаний 1777 року у Зальцбурзі.
Складається з трьох частин:
1. Allegro
2. Andantino
3. Rondo : Presto